# 曙 (雷型駆逐艦)
曙(あけぼの)は、日本海軍の駆逐艦。
艦名は「夜明け」の意味。
同名艦に吹雪型駆逐艦(特II型、綾波型)の「曙」がある為、こちらは「曙 (初代)」や「曙I」などと表記される。

## 艦歴

### 建造
1897年(明治30年)4月30日にヤーロー社と駆逐艇2隻(第五号、第六号駆逐艇)の製造契約を結ぶ。
1898年(明治31年)
2月22日起工。
3月16日、製造中の「第五号水雷艇駆逐艇」を「曙」と命名した。
3月21日に軍艦及水雷艇類別等級が定められ、「曙」は水雷艇籍の駆逐艇に類別された。
6月29日に海軍定員令が改定され、それによると「曙」は佐世保水雷団水雷艇隊所属となる(以降所属の水雷艇隊は海軍定員令による)。
1899年(明治32年)
6月30日に工事が完成し、7月3日引き渡された。
7月6日、佐世保水雷団第一水雷艇隊所属。

### 回航
回航員は同年6月3日、郵船会社所有「讃岐丸」に乗船し横浜港を出港、8月1日ロンドン着、翌2日にウエストインデアドックで「曙」に乗艇、午後4時に軍艦旗を掲揚した。
9月10日午前8時23分にグリーンハイスを抜錨、ジールを経由し、翌11日午後3時51分ポーツマスに到着、午後4時に第2浮標に繋留した。
ポーツマス停泊中に「敷島」が入港し入渠したのを目撃した。
9月15日10時45分ポーツマスを出港、
ブレスト、リスボン、ジブラルタル、バルセロナ、ツーロン等に寄港し、
11月6日ポートサイド港に入港した。
11月9日、スエズ運河航行中に舵取機が故障、運河東岸に近づいたために後進を掛けたが、その時に左舷スクリューを破損した。
熱帯地方に長期滞在することによる健康の問題、通過予定時期のシナ海の荒天状況などを考慮し、右舷1軸のみで引き続き航海することを決定、
予備のスクリューはシンガポールへ送るように手配した。
11月14日スエズ出港、
シンガポールまでは右舷軸のみを使用し平均9.5ノットで航行したが、この間主機の故障は無かった。
「曙」はアデン、コロンボ等を経由し、
12月26日シンガポール着、午後2時14分に投錨した。
同地でスクリューを交換、
1900年(明治33年)
1月7日午前8時10分にシンガポールを出港、
サイゴン、香港、厦門などを経由し
2月8日佐世保に入港した。
2月15日佐世保を出港、姫島、呉を経由し、2月20日に横須賀着、午前7時50分横須賀軍港第4浮標に繋留した。

### 回航後
同1900年(明治33年)5月15日、横須賀水雷団第一水雷艇隊所属。
6月22日、軍艦籍に編入され駆逐艦に類別、
軍艦曙の定員は55名とされた。

### 日露戦争
1904年(明治37年)に日露戦争が勃発した際には第1艦隊第2駆逐隊に所属していた。旅順口攻撃、黄海海戦、日本海海戦などに参加した。日本海海戦では、装甲巡洋艦「アドミラル・ナヒーモフ」への魚雷攻撃を行った。

### 日露戦争後
1905年(明治38年)12月12日駆逐艦は軍艦から独立した艦種になり、「曙」も軍艦から駆逐艦へ艦籍を変更した。
また同日に内令第751号で駆逐隊編制が定められ(これ以前は各鎮守府が駆逐隊を定めていた)、
「雷」「電」「曙」「朧」の4隻で第四駆逐隊(大湊要港部所属)を編制した。
以降第四駆逐隊所属だった。
1909年(明治42年)11月、大修理(大改造)を施行した。
1912年(大正元年)
8月28日艦艇類別標準が改定され、駆逐艦には一等から三等までの等級が付与された。
駆逐艦「曙」の等級は三等(計画排水量600噸未満)とされた。
11月6日朝、第4駆逐隊は湾口で対抗運動中に2番艦「漣」の艦首が1番艦「曙」の艦尾に衝突した。
「漣」は艦首の水線上部分が屈曲したが、「曙」に損傷は無かった。
1913年(大正2年)
10月9日に「雷」がボイラー破裂の事故を起こした。
同じ第四駆逐隊の「曙」と「朧」は罐鑽通試験を行い、
各ボイラーの水室共管板の屈曲部に亀裂が発見された。
いわゆる金属疲労の状態で、低圧の使用でも危険と判断された。
1917年(大正6年)4月1日、駆逐隊を第四駆逐隊(大湊)から第八駆逐隊(横須賀)へ移動した。
1919年(大正8年)
9月、横須賀で掃海検定を行った。
11月1日、第八駆逐隊から除かれた
1921年(大正10年)4月30日、駆逐艦籍より除かれ(除籍)、
艦艇類別等級表からも削除された。

### その後
同日(1921年4月30日)特務艇に編入、二等掃海艇に類別された。
6月21日雑役船に編入、標的船(魚雷標的船)に指定された。
1922年(大正11年)に標的船への改造工事を行い、幕的と被曳航装置を装備した。
1924年(大正13年)9月23日に老朽化の為に使用に耐えないと判断されて還納返艇へ編入の認許、同月26日に編入された。
11月20日に呉海軍工廠が現状の検査を行い、廃船が適当と判断。
1925年(大正14年)5月2日(または4月11日)廃船認許、5月20日呉海軍工廠に引き渡された。

## 公試成績
| 実施日             | 種類     | 排水量      | 回転数    | 出力      | 速力        | 場所                       | 備考                    | 出典   |
| ------------------ | -------- | ----------- | --------- | --------- | ----------- | -------------------------- | ----------------------- | ------ |
| 1899年5月4日       | 新造公試 | 312.5英トン | 435.66rpm |           | 31.16ノット | 海軍里程測定所(テムズ河畔) | 吃水前部5ft、後部5ft6in | [ 13 ] |
| 1899年5月5日       |          |             |           |           | 31.08ノット |                            |                         | [ 66 ] |
| 不明(日露戦争以前) |          | 311英トン   |           | 5,130馬力 | 27.7ノット  |                            |                         | [ 20 ] |

## 艦長
※艦長等は『日本海軍史』第9巻・第10巻の「将官履歴」及び『官報』に基づく。
回航委員長
- 河瀬早治 少佐：1899年1月23日 - 1900年6月22日

艦長
- 河瀬早治 少佐：1900年6月22日 - 1901年1月22日
- 九津見雅雄 少佐：1901年1月22日 - 1905年1月12日
- 山内四郎 大尉：1905年1月12日 - 12月12日

駆逐艦長
- 山内四郎 少佐：1905年12月12日 - 1906年1月25日
- (兼)大瀧新蔵 大尉：1906年1月25日 - 7月3日
- 井上猪之吉 大尉：1906年7月3日 - 1907年11月13日
- (兼)井上鉄治 大尉：1907年11月13日 - 11月22日
- 今橋重良 大尉：1907年11月22日 - 1909年12月1日
- 岸科政雄 大尉：1909年12月1日 - 1911年5月23日
- 原田精次 大尉：1911年5月23日 - 1912年12月1日
- 中村有年 大尉：1912年12月1日 - 1914年5月27日
- 宮田源八 大尉：1914年5月27日 - 不詳
- 吉岡清 大尉：不詳 - 1915年9月1日
- 柳沢恭亮 大尉：1915年9月1日 - 1916年1月28日
- 渡辺汀 大尉：1916年1月28日 - 12月1日
- 松川晃 大尉：1916年12月1日 - 1917年4月1日
- 森田弥五郎 少佐：1917年4月1日 - 6月1日
- 荒糺 大尉：1917年6月1日 - 1918年6月13日
- 日暮豊年 大尉：1918年6月13日 - 12月1日
- 高橋頴雄 大尉：1918年12月1日 - 1919年7月12日
- 中田操 大尉：1919年7月12日[67] - 1919年12月1日[68]
- 荻野仲一郎 大尉：1919年12月1日[68] - 1920年6月1日[69]
- 木幡行 大尉：1920年6月1日 - 1920年12月1日
- 横山茂 大尉：1920年12月1日[70] - 1921年4月1日[71]
- (兼)久保九次 大尉：1921年4月1日 - 1921年6月1日